# Kirchberg am Wagram
Kirchberg am Wagram ist eine Marktgemeinde im Bezirk Tulln in Niederösterreich mit 3840 Einwohnern (Stand 1. Jänner 2025) auf einer Fläche von 60,26 km². Sie liegt nördlich der Donau am markanten Höhenzug des Wagram und ist unter anderem für ihren Weinbau bekannt.

## Geografie
Die Marktgemeinde befindet sich jeweils gut 20 Kilometer halbwegs zwischen Krems und Stockerau, am Nordufer der Donau, 15 Kilometer nordwestlich von Tulln. Das Gemeindegebiet liegt im Süden im Tullnerfeld und im Norden am Wagram. Der Ort Altenwörth liegt an der Donau, dort befindet sich ein großes Wasserkraftwerk, das Kraftwerk Altenwörth. Zum Gemeindegebiet gehören auch kleinere Areale am Südufer, alte Auen, die durch die Donauregulierungen abgeschnitten wurden.
10,46 Prozent der Fläche sind mit Wald bedeckt, der überwiegende Teil ist Auwald.

### Gemeindegliederung
Das Gemeindegebiet umfasst 13 Ortschaften und 12 Katastralgemeinden (in Klammern Einwohnerzahl Stand 1. Jänner 2025):
- Altenwörth (292)
- Dörfl (222)
- Engelmannsbrunn (275)
- Gigging (119)
- Kirchberg am Wagram (1484; Hauptort)
- Kollersdorf (169)
- Mallon (105)
- Mitterstockstall (170)
- Neustift im Felde (216)
- Oberstockstall (197)
- Sachsendorf (146; gehört zur KG Kollersdorf)
- Unterstockstall (280)
- Winkl (165)

### Nachbargemeinden
| Fels am Wagram | Großriedenthal                              | Großweikersdorf       |
| Grafenwörth    | Kompassrose, die auf Nachbargemeinden zeigt | Königsbrunn am Wagram |
|                | Zwentendorf an der Donau                    |                       |

Die nächstgelegenen Städte sind Tulln, Krems, Langenlois, Hollabrunn, Stockerau, Traismauer und St. Pölten.

## Geschichte
Der Ursprung des Ortes wird auf eine Kirchengründung des Passauer Domkapitels „vor 1014“ zurückgeführt. Im Jahre 1147 wird die Kirche als Sanct Stephani ad Wachrein genannt. 1421 taucht erstmals die Ortsbezeichnung Kirichperig auf. In Verträgen von 1222 ist der Ort als Mautstelle ausgewiesen. Ein Dokument aus dem Jahr 1222 berichtet über einen Streit zwischen dem Passauischen Domkapitel und dem Vogt von Kirchberg, Ortlieb von Winkel. Diese Urkunde aus dem Stiftarchiv Göttweig enthält die erste bekannte Erwähnung eines Marktverkehrs im Ort. 1493 verlieh Kaiser Friedrich III. dem Ort ein Marktwappen.
Die im 12. Jahrhundert errichtete Wallfahrtskirche Maria Trost wurde im 17. Jahrhundert barockisiert und ist weithin sichtbar. Im Gut Oberstockstall wurde das Labor eines Alchimisten entdeckt.
Am 1. Jänner 1968 wurden die damaligen Gemeinden Dörfl, Engelmannsbrunn, Kollersdorf, Mallon, Mitterstockstall, Neustift im Felde, Oberstockstall, Unterstockstall, Winkl mit Kirchberg am Wagram vereinigt. Am 1. Jänner 1972 wurde Altenwörth nach Kirchberg am Wagram eingemeindet.
Im Jahre 2002 wurden einige Ortsteile nahe der Donau von einem verheerenden Hochwasser heimgesucht. Im Süden drängte die Donau über die Ufer, und im Norden flutete der Kamp die Gemeinde, was dazu führte, dass das Wasser von der donauabgewandten Seite die Orte bedrängte und nicht abfließen konnte. Einige Häuser standen tagelang unter Wasser. Nachdem sich das Donauhochwasser gesenkt hatte, beschloss die örtliche Freiwillige Feuerwehr, den Damm, der vor der Donau schützen sollte, zu sprengen, sodass das Wasser aus dem Ortsteil Winkl in die Donau fließen konnte. Damit entspannte sich die Situation. Einige Jahre zuvor war eine Schleuse, die ein kontrolliertes Abfließen des Wassers ermöglicht hätte, aus ökonomischen Gründen nicht realisiert worden.

### Einwohnerentwicklung
| Kirchberg am Wagram: Einwohnerzahlen von 1869 bis 2025 | Kirchberg am Wagram: Einwohnerzahlen von 1869 bis 2025 | Kirchberg am Wagram: Einwohnerzahlen von 1869 bis 2025 | Kirchberg am Wagram: Einwohnerzahlen von 1869 bis 2025 | Kirchberg am Wagram: Einwohnerzahlen von 1869 bis 2025 |
| ------------------------------------------------------ | ------------------------------------------------------ | ------------------------------------------------------ | ------------------------------------------------------ | ------------------------------------------------------ |
| Jahr                                                   |                                                        |                                                        |                                                        | Einwohner                                              |
| 1869                                                   | 1869                                                   |                                                        | 4.073                                                  | 4.073                                                  |
| 1880                                                   | 1880                                                   |                                                        | 4.138                                                  | 4.138                                                  |
| 1890                                                   | 1890                                                   |                                                        | 4.218                                                  | 4.218                                                  |
| 1900                                                   | 1900                                                   |                                                        | 4.309                                                  | 4.309                                                  |
| 1910                                                   | 1910                                                   |                                                        | 4.361                                                  | 4.361                                                  |
| 1923                                                   | 1923                                                   |                                                        | 4.032                                                  | 4.032                                                  |
| 1934                                                   | 1934                                                   |                                                        | 3.957                                                  | 3.957                                                  |
| 1939                                                   | 1939                                                   |                                                        | 3.843                                                  | 3.843                                                  |
| 1951                                                   | 1951                                                   |                                                        | 3.729                                                  | 3.729                                                  |
| 1961                                                   | 1961                                                   |                                                        | 3.297                                                  | 3.297                                                  |
| 1971                                                   | 1971                                                   |                                                        | 3.314                                                  | 3.314                                                  |
| 1981                                                   | 1981                                                   |                                                        | 3.214                                                  | 3.214                                                  |
| 1991                                                   | 1991                                                   |                                                        | 3.206                                                  | 3.206                                                  |
| 2001                                                   | 2001                                                   |                                                        | 3.341                                                  | 3.341                                                  |
| 2011                                                   | 2011                                                   |                                                        | 3.498                                                  | 3.498                                                  |
| 2021                                                   | 2021                                                   |                                                        | 3.735                                                  | 3.735                                                  |
| 2025                                                   | 2025                                                   |                                                        | 3.840                                                  | 3.840                                                  |
| Quelle(n): Statistik Austria, Gebietsstand 1.1.2021    |                                                        |                                                        |                                                        |                                                        |

## Kultur und Sehenswürdigkeiten

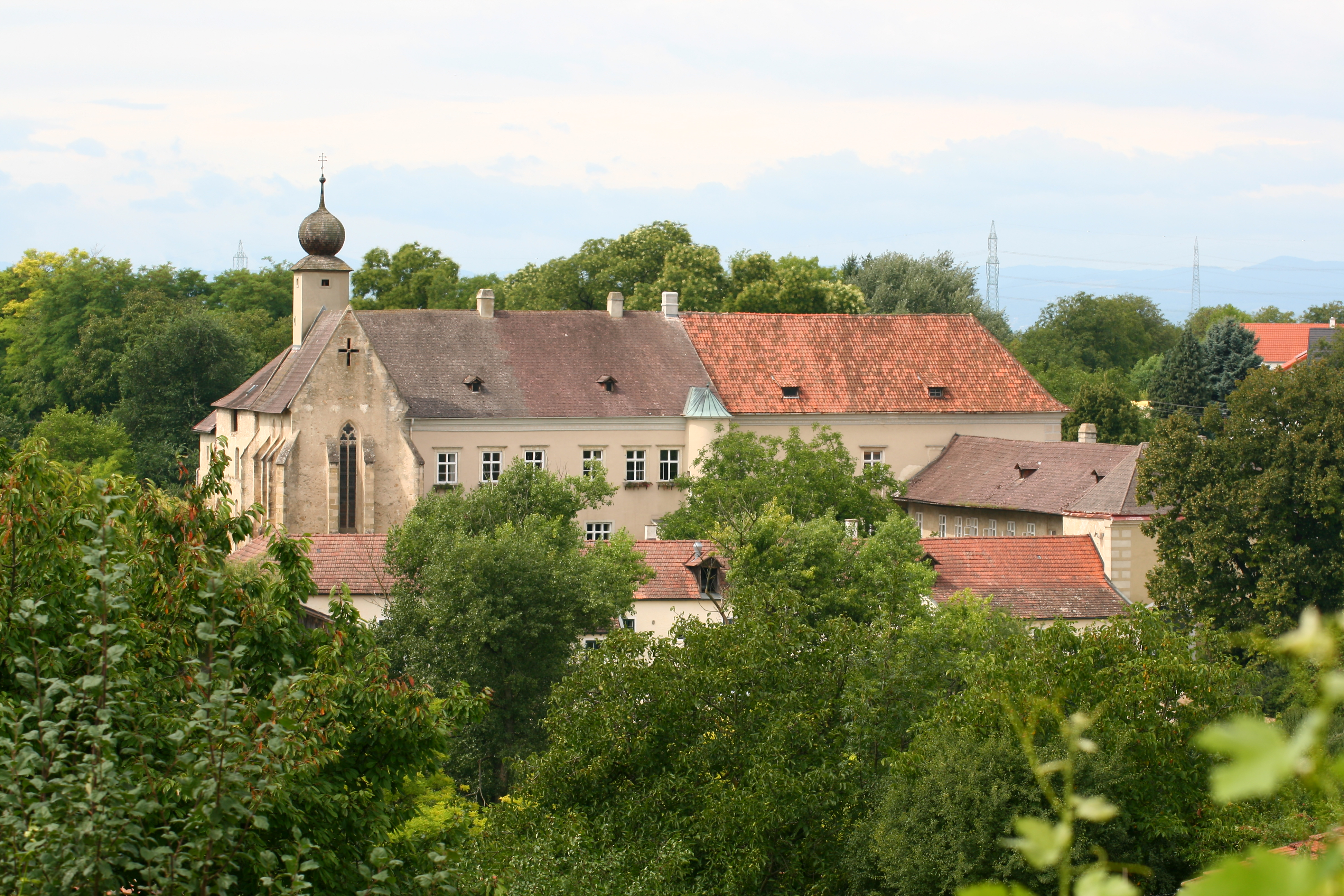
Schloss Oberstockstall

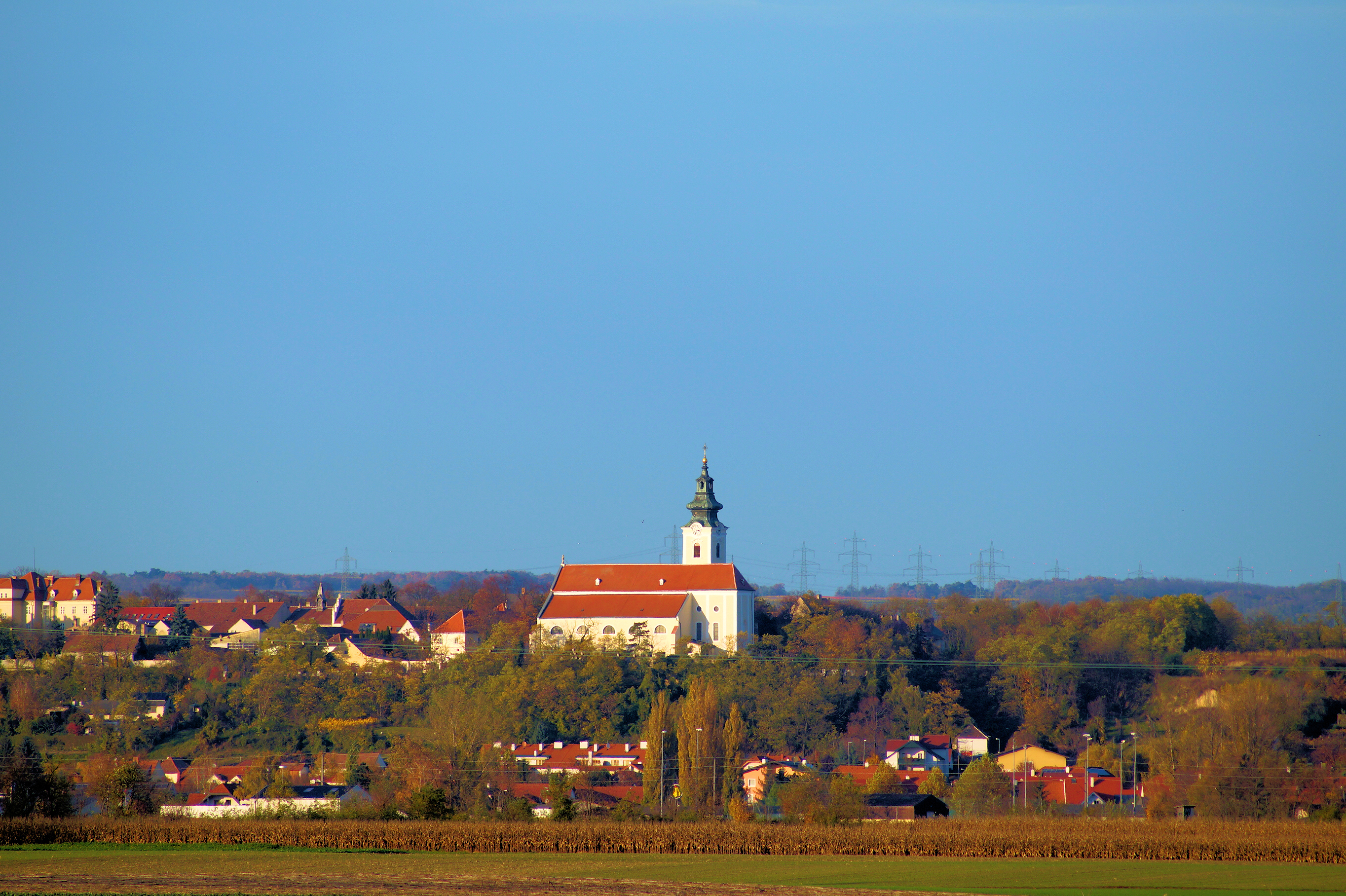
Pfarrkirche Kirchberg am Wagram

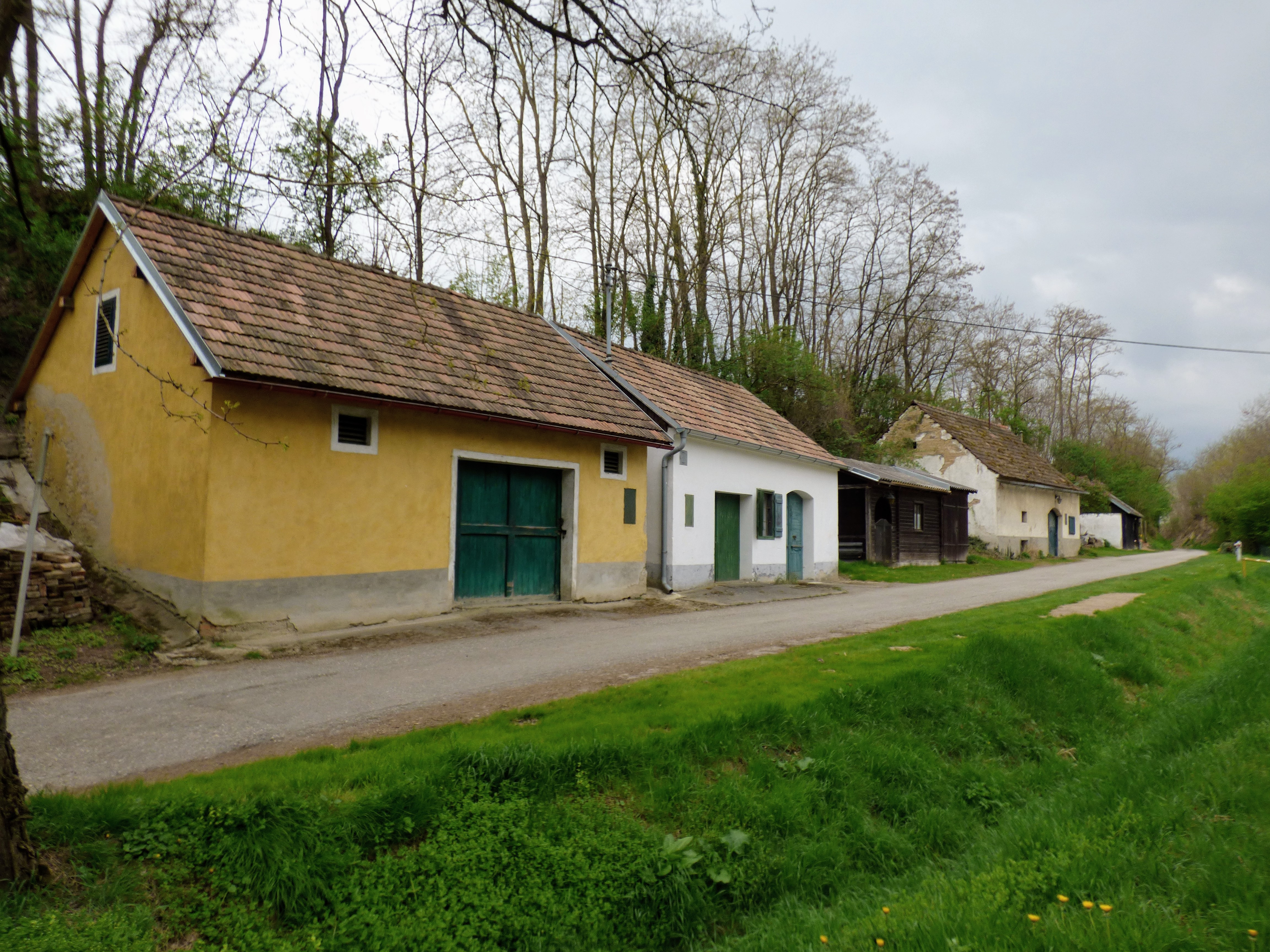
Kellergasse Engelmannsbrunn

- Schloss Oberstockstall: Ein im Schloss entdecktes Labor eines Alchemisten ist im Alten Rathaus in Kirchberg ausgestellt.
- Jüdischer Friedhof Oberstockstall
- Katholische Pfarrkirche Altenwörth hl. Andreas
- Katholische Pfarrkirche Kirchberg am Wagram hl. Stephan
- Katholische Filialkirche Winkl hl. Nikolaus
- Katholische Ortskapelle Neustift im Felde
- Kulturzentrum Marktplatz 27
- Weiglkreuz

### Veranstaltungen
- Seit 2017 werden in der Arena Wagram in Kollersdorf unter dem Namen Winnetou-Spiele Wagram Karl-May-Festspiele ausgetragen.

## Hauptort der Gemeinde
Hauptort ist der Marktort Kirchberg am Wagram. Er liegt im Nordteil des Gemeindegebiets, 7 Kilometer ab von der Donau. Er erstreckt sich beiderseits der L14, an der Kreuzung mit der L46, und nördlich der Franz-Josefs-Bahn mit dem Bahnhof Kirchberg am Wagram.
Die Ortschaft umfasst knapp  1300 Einwohner. Dabei gehören durch das Wachstum des Ortes inzwischen die Ortsteile am Süd-, West- und Nordrand amtlich zu Neustift im Felde, Dörfl, Engelmannsbrunn oder Oberstockstall, teils zu deren Katastralgebiet, teils der Ortschaft, teils dem Zählsprengel. Das Katastralgebiet Kirchberg am Wagram dehnt sich im Norden ein kleines Stück weiter aus als der Ort, das Bahnhofsviertel liegt aber schon im Katastralgebiet Neustift. Mit dem Ort Dörfl ist Kirchberg am Bahnhof überhaupt weitgehend verwachsen.
| Engelmannsbrunn | Oberstockstall                              |                  |
| Mallon Dörfl    | Kompassrose, die auf Nachbargemeinden zeigt | Mitterstockstall |
|                 | Neustift im Felde                           | Unterstockstall  |

## Wirtschaft und Infrastruktur
Im Jahr 2001 gab es in Kirchberg 134 nichtlandwirtschaftliche Arbeitsstätten. Die Erhebung von 1999 ergab zudem 226 land- und forstwirtschaftliche Betriebe. 1518 Erwerbstätigen waren nach der Volkszählung 2001 am Wohnort tätig. Die Erwerbsquote lag 2001 bei 47,11 Prozent.

### Öffentliche Einrichtungen
In der Gemeinde gibt es einen Kindergarten und eine Tagesbetreuungseinrichtung sowie eine Volksschule und eine Mittelschule mit angeschlossenem Polytechnikum.

### Verkehr

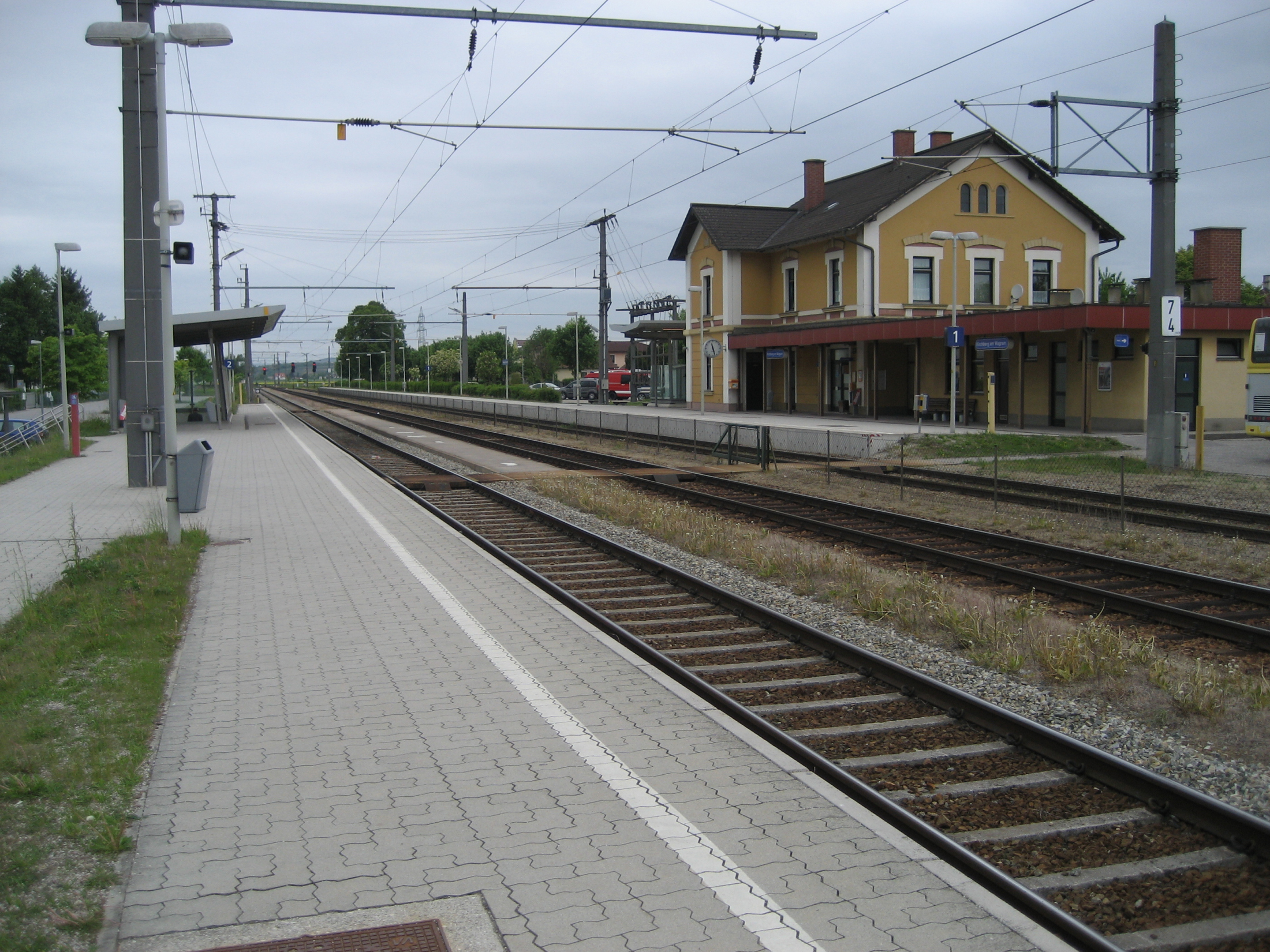
Bahnhof Kirchberg am Wagram (vor der Modernisierung)

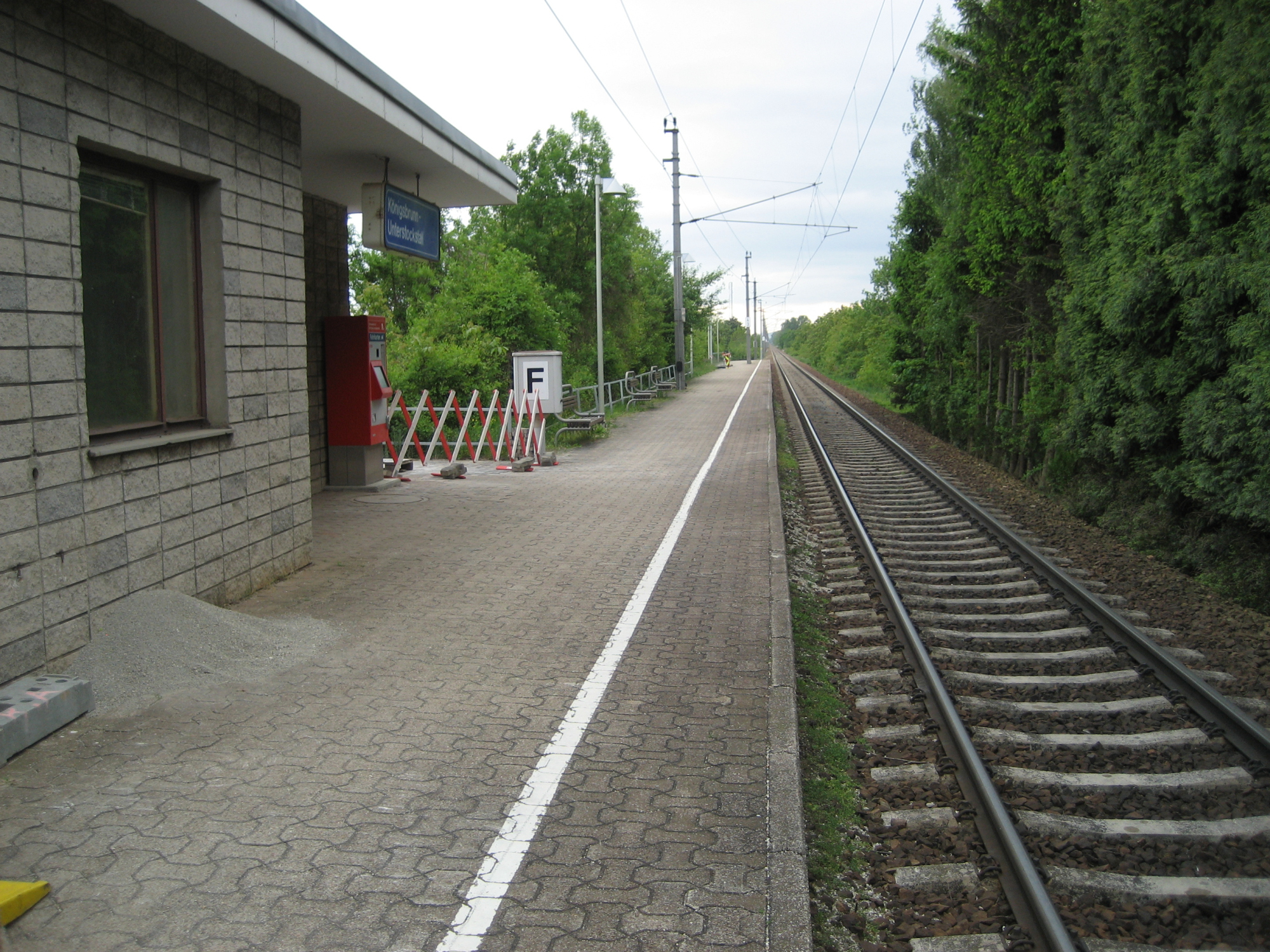
Ehemalige Haltestelle Königsbrunn-Unterstockstall (bis 13. Dezember 2015)

- Bahn: Das Gemeindezentrum Kirchberg ist mit einem Bahnhof an den Kremser Ast der Franz-Josefs-Bahn angebunden, bis 2015 existierte in der Katastralgemeinde Unterstockstall die Bahnhaltestelle Königsbrunn-Unterstockstall.
- Straße: Kirchberg am Wagram ist über die Stockerauer Schnellstraße S5 erreichbar.

### Sicherheit
In der Gemeinde gibt es fünf Freiwillige Feuerwehren und eine Feuerwache, die eine eigene Freiwillige Feuerwehr war und 2016 als „Feuerwache Mallon“ der 1887 gegründeten Freiwilligen Feuerwehr Kirchberg am Wagram unterstellt wurde.

## Politik

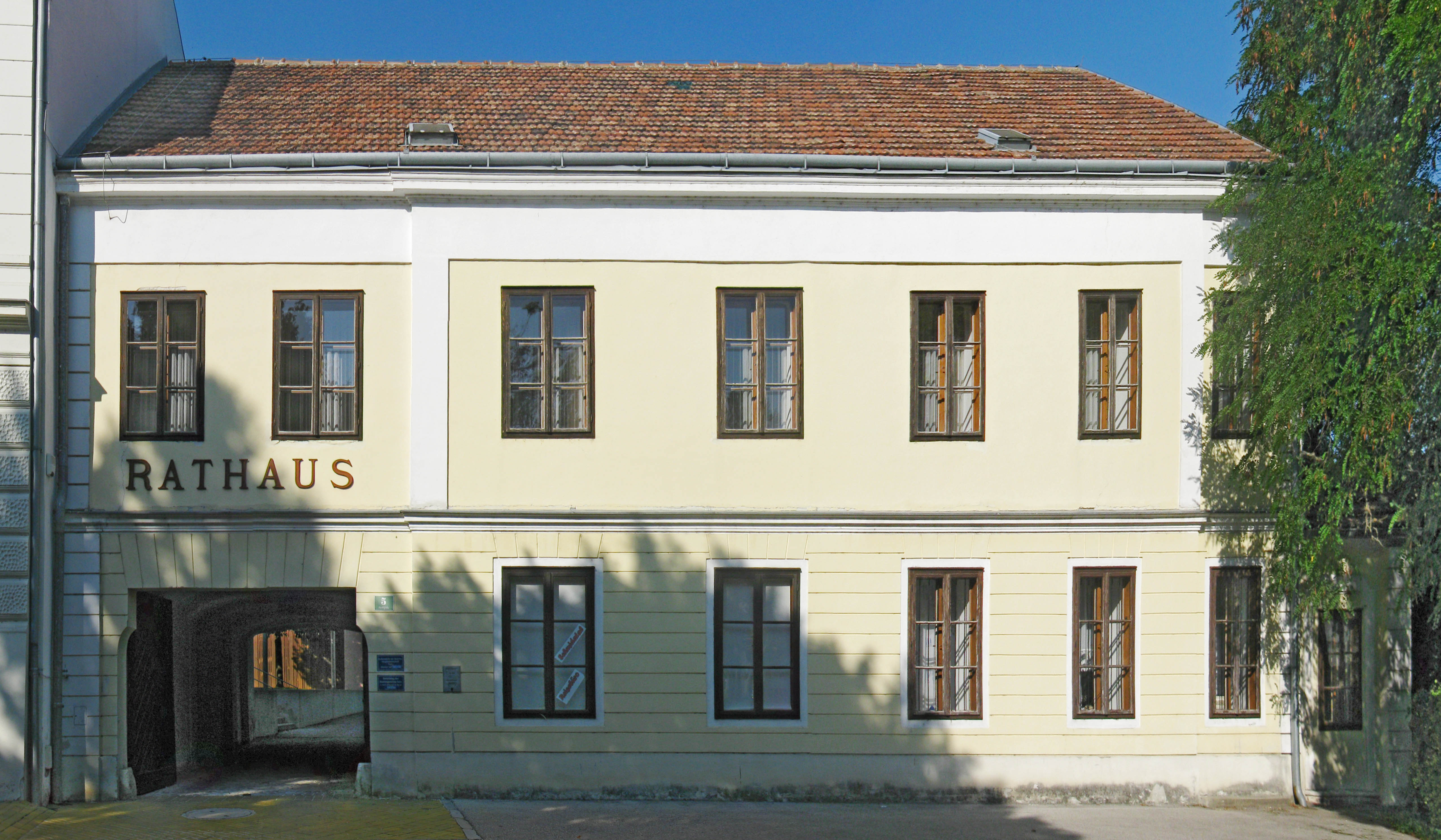
Rathaus

### Gemeinderat
Der Gemeinderat hat 23 Mitglieder.
- Mit den Gemeinderatswahlen in Niederösterreich 1990 hatte der Gemeinderat folgende Verteilung: 14 ÖVP, 6 SPÖ und 3 FPÖ.
- Mit den Gemeinderatswahlen in Niederösterreich 1995 hatte der Gemeinderat folgende Verteilung: 13 ÖVP, 6 SPÖ und 4 FPÖ.[10]
- Mit den Gemeinderatswahlen in Niederösterreich 2000 hatte der Gemeinderat folgende Verteilung: 12 ÖVP, 7 SPÖ und 4 FPÖ.[11]
- Mit den Gemeinderatswahlen in Niederösterreich 2005 hatte der Gemeinderat folgende Verteilung: 15 ÖVP, 7 SPÖ und 1 FPÖ.[12]
- Mit den Gemeinderatswahlen in Niederösterreich 2010 hatte der Gemeinderat folgende Verteilung: 15 ÖVP, 7 SPÖ und 1 FPÖ.[13]
- Mit den Gemeinderatswahlen in Niederösterreich 2015 hatte der Gemeinderat folgende Verteilung: 15 ÖVP, 6 SPÖ und 2 FPÖ.[14]
- Mit den Gemeinderatswahlen in Niederösterreich 2020 hat der Gemeinderat folgende Verteilung: 17 ÖVP, 4 SPÖ und 2 FPÖ.[15]
- Mit den Gemeinderatswahlen in Niederösterreich 2025 hat der Gemeinderat folgende Verteilung: 14 ÖVP, 5 SPÖ und 4 FPÖ.[16]

### Bürgermeister
Bürgermeister seit 1855 waren:
- 1855–1859 Johann Schober
- 1865–1866 Johann Zwickl
- 1868 Anton Heinrich
- 1870–1900 Franz Roßkopf
- 1900–1907 Wenzel Rudolf Roth
- 1907–1913 Josef Neugebauer
- 1913–1919 Franz Delapina
- 1919–1922 Karl Höflinger
- 1922–1925 Alois Kohlheimer
- 1925–1937 Johann Damböck sen.
- 1937–1938 Rudolf Glaser
- 1938–1939 Fritz Gerstner
- 1939–1945 Josef Heinrich
- 1945–1946 Franz Weidinger
- 1946–1956 Franz Heiss
- 1956–1972 Johann Damböck jun.
- 1972–1980 Johann Daschütz
- 1980–1990 Karl Zimmermann
- 1990–2015 Johann Benedikt
- 2015–2023 Wolfgang Benedikt
- seit 2023 Franz Aigner

### Wappen
Blasonierung: In Gold auf einem Bogenschildfuß eine Wiese in natürlichen Farben, darauf eine Kirche in natürlichen Farben (verschiedene helle Farbtöne und Schattenschraffuren) mit sich nach vorne öffnendem rechtwinkligem, mit roten Schindeln bedachten Langhaus, an dessen Stirnseiten je eine schwarze Toröffnung, darüber und an den Innenseiten je ein schwarzes Bogenfenster, im Winkel ein über Eck gestellter Turm mit vorkragendem bezinntem rotem Zeltdach und je Seite zwei schwarze Bogenfenster in der oberen Turmhälfte.
Die Kirche auf der bogenförmigen Wiese stellte eine „Kirche auf einem Berg“ dar. Sie symbolisiert einerseits das weithin sichtbare Gotteshaus des Ortes und benennt andererseits als sogenanntes „redendes Wappen“ den Ortsnamen.

## Persönlichkeiten

### Söhne und Töchter der Gemeinde
- Johann Carl Schmidtpauer (1662–1714), Gambist und k.k. Hofmusiker
- Jakob Damian (1682–1763), Leinwandhändler und Stifter
- Franz de Paula Triesnecker (1745–1817), Astronom, Geodät, Mathematiker, Philosoph, Jesuit und Theologe
- Franz Xaver Gegenbauer (1764–1827), Lehrer und Komponist
- Ignaz Umlauf (1746–1796), Komponist, Bratschist und Kapellmeister
- Friedrich Wessely (1897–1967), Chemiker
- Marianne Hütter (1902–1991), Lehrerin und Schriftstellerin
- Walter Schaupp (* 1954), katholischer Moraltheologe

### Personen mit Bezug zur Gemeinde
- Johann Jakob von Lamberg (1561–1630), katholischer Priester und Pfarrer in Kirchberg am Ende des 16. Jahrhunderts, später Bischof von Gurk[18]
- Sigmund Friedrich von Fugger (1542–1600), von 1586 bis 1595 Pfarrer von Kirchberg, später Bischof von Regensburg[19]
- Sepp Rittler (1892–1942), Dichter und Schriftsteller
- Robert Löffler (1931–2016), Journalist
- Aaron Karl (* 1990), Schauspieler, zog 2022 nach Mitterstockstall[20]